# Llenguatge de marques
Un llenguatge de marques en informàtica és una manera de codificar un fitxer de text de manera que per mitjà de les marques, s'hi incorpora informació relativa a com s'ha de representar el text. És l'equivalent de les metadades dels fitxers binaris.
S'hi combinen dades i etiquetes o «marques» que contenen instruccions sobre l'estructura del text o la seua presentació. Les marques estan barrejades amb el text mateix. La informació addicional, per exemple sobre l'estructura o la presentació del text, s'expressa fent servir una marcació, intercalada al text primari. El llenguatge consisteix a definir el codi que permet al programari «reconéixer» el que és una marca i el que és text. Com que escriure amb codi és força avorrit i que els texts romanen difícils a llegir per a qui no s'hi ha acostumat, es va desenvolupar programari que mostra a la pantalla el resultat visible i que tradueix en segon pla en codi, les anomenades tecnologies WYSIWYG («el que veus és el que obtens»). Un dels reptes majors és crear un llenguatge de marques que és universal i que permet obtenir un document visual que queda igual, qual que sia la plataforma, el sistema operatiu o el navegador web.
Un exemple de text escrit per mitjà d'un llenguatge de marcatge, és el que es fa servir en la viquipèdia:
| Text amb marques o codi wiki                                                                                            | Text visible                                                                    |
| --- | ------------------------------------------------------------------------------- |
| Un '''llenguatge de marques''' és una manera de codificar                                                               | Un llenguatge de marques és una manera de codificar                             |
| {{ref-llibre\| títol= Transformació de documents en format DocBook a PDF i HTML\| cognom =Boluda Soler\| nom= Adolf\|}} | Boluda Soler, Adolf. Transformació de documents en format DocBook a PDF i HTML. |
| Pompeu {{versaleta\| Fabra i Poch}}                                                                                     | Pompeu Fabra i Poch                                                             |

Dos dels llenguatges de marques més coneguts són l'XML i l'HTML. L'HTML és el que més es fa servir per a descriure el contingut de pàgines web. També hi ha llenguatges de marques que s'utilitzen per a intercanviar informació entre autors, editors, impressors i lectors. Un d'aquests és el format de text enriquit conegut amb els sigles en anglès RTF (de Rich Text Format).

## Classes de llenguatges de marques
Els llenguatges de marcatge solen dividir-se en tres classes: de presentació, de procediment i descriptius.
El marcatge de presentació descriu l'aparença visual del text o d'una part. Per exemple, en un arxiu creat amb un processador de textos, el títol del document pot tenir associades unes marques que indiquin que ha de mostrar-se centrat, en negreta i amb lletra de mida grossa. La majoria de processadors de textos o sistemes d'autoedició fan servir aquest tipus de marcatge, tot i que, en la majoria dels casos, això no es mostra directament a l'usuari.
El marcatge de procediment també sol estar relacionat amb la presentació de text, però normalment és visible a l'usuari i està destinat a ser interpretat per programari en l'ordre en què apareix. Per a donar format a un títol, abans d'aquest s'inclou una col·lecció de directives de formatació, que són instruccions per al programari corresponent per tal que es posi en mode de text centrat, en negreta i de mida grossa. Després del text del títol, s'insereixen instruccions que tenen l'efecte invers d'aquestes (per exemple, text alineat a l'esquerra, sense negreta i de mida normal). Entre els llenguatges d'aquest tipus es troben el Troff, el TeX i el PostScript.
El marcatge descriptiu aplica etiquetes a fragments de text sense que això tingui una relació forçosa amb com han de mostrar-se. Per exemple, el llenguatge XML serveix per a descriure diferents tipus de dades, i s'usa, entre altres coses per a crear bases de dades. Aquest llenguatge és un subconjunt del SGML (Standard Generalized Markup Language, Llenguatge de marcatge generalitzat estàndard). Alhora, hi ha tota una col·lecció de llenguatges que són especialitzacions de l'XML, com ara XHTML, SVG i RSS.
La línia divisòria entre aquestes classes de marcació és sovint difusa. Per exemple, l'HTML conté elements de marcació purament presentacionals (per exemple, per a la negreta) i d'altres purament descriptius (l'atribut href).
La virtut principal de la marcació descriptiva és la flexibilitat. Si els fragments de text s'etiquetem "com allò que són" en comptes de "com s'haurien de veure", llavors es pot escriure programari que processi aquests fragments, de formes no anticipades pels dissenyadors dels llenguatges. Per exemple, els vincles HTML, dissenyats originalment per ser activats per persones, es fan servir també pels motors de cerca web, per indexar nous materials i per estimar la popularitat dels recursos web.